# Genève Volley
Lo Genève Volley è una società di pallavolo femminile svizzera, con sede a Ginevra: milita nel campionato svizzero di Lega Nazionale A.

## Storia
Lo Genève Volley nasce nel 1983, come Genève-Elite Volleyball, dalla fusione di vari club della città di Ginevra, ossia Lancy Volleyball Club, Volleyball Club Meyrin, Volleyball Club Servette Star-Onex e Volleyball Club Carouge, creando il Groupement Volleyball d'Elite (GVE): tutti i club mantenevano la propria indipendenza, ma fornivano le migliori giocatrici alla migliore di queste squadre, per provare a vincere più titoli possibile.
Nel 1987 il club si fonde al Club Sportif du GATT Volleyball, ponendo fine al GVE: la formazione maschile del consorzio scompare a causa della perdita massiccia di sponsor, lasciando al club la sola formazione femminile. Nel 1990 lo Genève-Elite Volleyball gioca la sua prima finale, perdendo per 3-0 in Coppa di Svizzera contro il BTV Lucerna. Nel corso degli anni novanta, pur non vincendo alcun trofeo, il club disputa ottimi campionati, ottenendo anche diverse partecipazioni alle coppe europee, ma finisce per retrocedere nel 1999.
Nel 2008 il club cambia denominazione, passando da Genève-Elite Volleyball a Genève Volley e due anni dopo cambia colori sociali, passando dal bianco-celeste al granata. Nella stagione 2010-11 torna a giocare nella massima serie.

## Rosa 2010-2011
| N° | Nome                   | Ruolo | Data di nascita  | Nazionalità sportiva |
| -- | ---------------------- | ----- | ---------------- | -------------------- |
| -  | Mehmet Yılmaz          | All   | -                | Turchia              |
| 3  | Femke Vautier          | C     | 3 giugno 1988    | Svizzera             |
| 5  | Mariellen da Costa     | O     | 12 aprile 1983   | Brasile              |
| 7  | Toska Bunjaku          | P     | 24 luglio 1981   | Svizzera             |
| 9  | Stefanie Hochuli       | -     | 13 novembre 1989 | Svizzera             |
| 11 | Sarah van Rooij        | S     | 29 aprile 1991   | Svizzera             |
| 12 | Natascha Scarff        | -     | 6 ottobre 1995   | Russia               |
| 13 | Minette-Joëlle Zeukeng | -     | 22 aprile 1985   | Svizzera             |
| 15 | Lindsay Kearney        | C     | 16 giugno 1986   | Stati Uniti          |
| 16 | Fabia Gnaedinger       | L     | 27 agosto 1988   | Svizzera             |
| 17 | Marion Vaucher         | -     | 2 settembre 1996 | Svizzera             |

## Denominazione precedenti
- 1983-2008: Genève-Elite Volleyball